# Martin Nemec
Martin Nemec (Bratislava, 31 luglio 1984) è un ex pallavolista slovacco.
Giocava nel ruolo di opposto.

## Carriera
Martin Nemec, nipote del pallavolista Richard Nemec e fratello della pallavolista Nikola Nemcová, inizia la sua carriera a 14 anni nella formazione più titolata della sua nazione, il Volejbalový Klub Polície Bratislava, nella quale resta per 8 anni vincendo 2 scudetti. Nel 2006 vive la sua prima esperienza all'estero, precisamente in Francia, seguita l'anno successivo da una stagione in Turchia.
Nel mese di giugno del 2008 con la maglia della Nazionale vince la medaglia d'oro alla European League, per poi trasferirsi in Italia nel Perugia Volley. Nel 2009 si classifica 4º alla European League, ma viene ugualmente premiato come miglior realizzatore del torneo. Nel 2010 contribuisce alla vittoria del suo club nella Challenge Cup, e ciò gli valse il titolo di pallavolista dell'anno in Slovacchia. Nella stagione successiva scende di categoria, disputando la Serie A2 con la maglia della formazione di Città di Castello.
Dopo 3 stagioni in Italia cambia nuovamente campionato, e per due stagioni gioca con i Korean Air Jumbos; in entrambe le sue stagioni in Corea del Sud termina il campionato al secondo posto, ma viene premiato come miglior servizio. Nel maggio del 2013 vive anche un'esperienza mensile in Qatar, giocando con il Police Sports Club.
Il 2013 è anche l'anno del suo ritorno in Europa, dove con la maglia del Club Volei Municipal Tomis Constanța vince in Romania il campionato e la Coppa nazionale. L'8 luglio 2014 viene ufficializzato il suo ingaggio da parte della Trentino Volley, con cui vince lo scudetto.
Nel campionato 2015-16 fa ritorno in Corea del Sud, questa volta difendendo i colori dei KB Stars, mentre nel campionato seguente gioca nuovamente in Turchia, vestendo la maglia del Beşiktaş Jimnastik Kulübü.
Nella stagione 2017-18 si accasa all'Emma Villas Volley di Siena, nella Serie A2 italiana.

## Palmarès

### Club
- Campionato slovacco: 2

2003-04, 2005-06
- Campionato rumeno: 1

2013-14
- Campionato italiano: 1

2014-15
- Coppa di Romania: 1

2013-14
- Challenge Cup: 1

2009-10

### Nazionale (competizioni minori)
- European League 2008

### Premi individuali
- 2009 - European League: Miglior realizzatore
- 2010 - Pallavolista slovacco dell'anno
- 2012 - V-League: Miglior servizio
- 2013 - V-League: Miglior servizio
- 2015 - Superlega: Miglior attaccante[4]